# بيروبيجان

بيروبيجان في الشرق الأقصى الروسي

بيروبيجان (بالروسية Биробиджан وباليديشية ייִביראָבידזשאַן) هي عاصمة منطقة الحكم الذاتي اليهودية في روسيا، وهي تعتبر من أكبر مدنها. حيث يبلغ عدد سكان المدينة 75,542 نسمة (وفق تقدير السكان لعام 2013).

## قصة المدينة

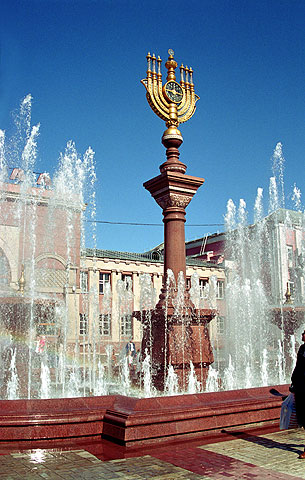
ساحة بيروبيجان - 2006

تعتبر مدينة بيروبيجان هي المقاطعة اليهودية المهجورة، وكذلك تعتبر بيروبيجان أول أرض تجـمّع فيـها اليهود مـن جميع أنحاء العالم في عـام 1928م، أي قبل إعلان قيام دولة إسرائيل بـحوالي 20 عامًا، حيث قرر ستالين في عشرينات القرن العشرين منح اليهود وطنًا في أقصى الشرق الروسي، فأنشأ رسميا لهم مقاطعة "يفيرسكيا أوبلست" وتعني بالروسية: «المقاطعة اليهودية» التي تتمتع بحكم ذاتي، وعاصمتها (بيروبيجان).
وتقع بيروبيجان على بعد خمسة آلاف كيلومتر شرق العاصمة الروسية موسكو، وهي منطقة ذات كثافة سكانية منخفضة. ولا تزال هذه المقاطعة قائمةً حتى يومنا هذا، ويقول عنها الروس: إنه لا يسكنها غير حاكمها؛ فقد هجرها اليهود وتعللوا بسوء الأحوال بها؛ وتبلغ نسبة اليهود بها 2% فقط من السكان حاليا بعد إن هجروها ليهاجروا إلى أراضي الفلسطينيين.
أرسل ستالين مبعوثيه إلى الولايات المتحدة وأوروبا وفلسطين، وكان هؤلاء المبعوثون يحملون لليهود ولحكومات الدول التي يعيشون فيها رسالة واضحة ومحددة وهي أن ستالين ولأول مرة في تاريخ الدولة البلشفية يعترف بالوضع الخاص لليهود، وقد قرر منحهم جمهورية مستقلة ذاتيًا يبنون فيها كيانهم الذاتي وشخصيتهم المستقلة مع السماح لهم بإنشاء مدارسهم الخاصة يتعلمون فيها لغة (البديتش)، وما جعل رسالة هؤلاء المبعوثين أكثر جدية وإقناعًا أنهم كانوا يحملون ألبومات من الصور يظهر فيها يهود بيروبيجان وهم يعملون فوق الجرارات الزراعية في حقولهم، وتظهر ابتسامات أطفالهم واسعة وهم يلهون في مدارس تحمل أسماء عبرية.
وفوق كل هذا فقد أضاف ستالين «مكرمة» جديدة وهي منح كل يهودي عند وصوله إلى بيروبيجان للاستقرار فيها مبلغ 600 روبل -وهو مبلغ كبير بمقاييس ذلك الزمان- يعينه على بناء حياته الجديدة في جمهوريته الذاتية.
ولقد كان هدف ستالين من إقامة كيان لليهود في الاتحاد السوفيتي السابق هو إبعادهم عن مراكز اتخاذ القرار، أو بمعنى آخر أراد التخلص منهم وتقليص نفوذهم، وبالفعل جاء إليها اليهود من جميع أنحاء العالم ليعيشوا فيها فقد جاء يهود من الأرجنتين وفنزويلا ومن سان فرانسيسكو بحثًا عن معيشة أفضل، وسرعان ما بدأت هجرة اليهود من بيروبيجان، ولتحقيق ذلك قامت أغنى المؤسسات في بيروبيجان وهي مؤسسة (سوكنوت) وهي فرع من الوكالة اليهودية بتوفير مساعدة سخية لتشجيعهم على الهجرة إلى فلسطين المحتلة. ومن بينها توفير تكلفة السفر بالطائرة؛ لأن كثيرين من اليهود الروس لا يملكون القدرة على توفير ثمنها. وفي كل يوم اثنين وخميس من كل أسبوع كان يحتشد المئات أمام أبواب الوكالة.
ولقد ظهر حينها جليا أن الحركة الصهيونية تلقت مشروع (بيروبيجان) بالقبول على أن يكون محطة وتجربة من أجل الوطن المستقل لهم وهو فلسطين المنوي اغتصابها ولا بديل عنها، وقد عبّر عن هذا الموقف- لحظة إعلان ستالين القرار- رئيس المنظمة الصهيونية يومها حاييم وايزمان الذي قال: ((نبارك هذا المشروع ونحييه، ليس بديلاً عن التفكير في إقامة وطن قومي لليهود في فلسطين، بل باعتباره تجربة أولى لفكرة الوطن القومي اليهودي)) !! .